# Uzbekistans herrlandslag i ishockey
Uzbekistans herrlandslag i ishockey representerar Uzbekistan i ishockey på herrsidan och kontrolleras av Uzbekistans ishockeyförbund.

## References
1. ↑  https://www.ice-hockey.uz/